# Diacarnus laevis
Diacarnus laevis är en svampdjursart som först beskrevs av Lindgren 1897.  Diacarnus laevis ingår i släktet Diacarnus och familjen Podospongiidae.
Artens utbredningsområde är Vietnam. Inga underarter finns listade i Catalogue of Life.